# ناركيسوس

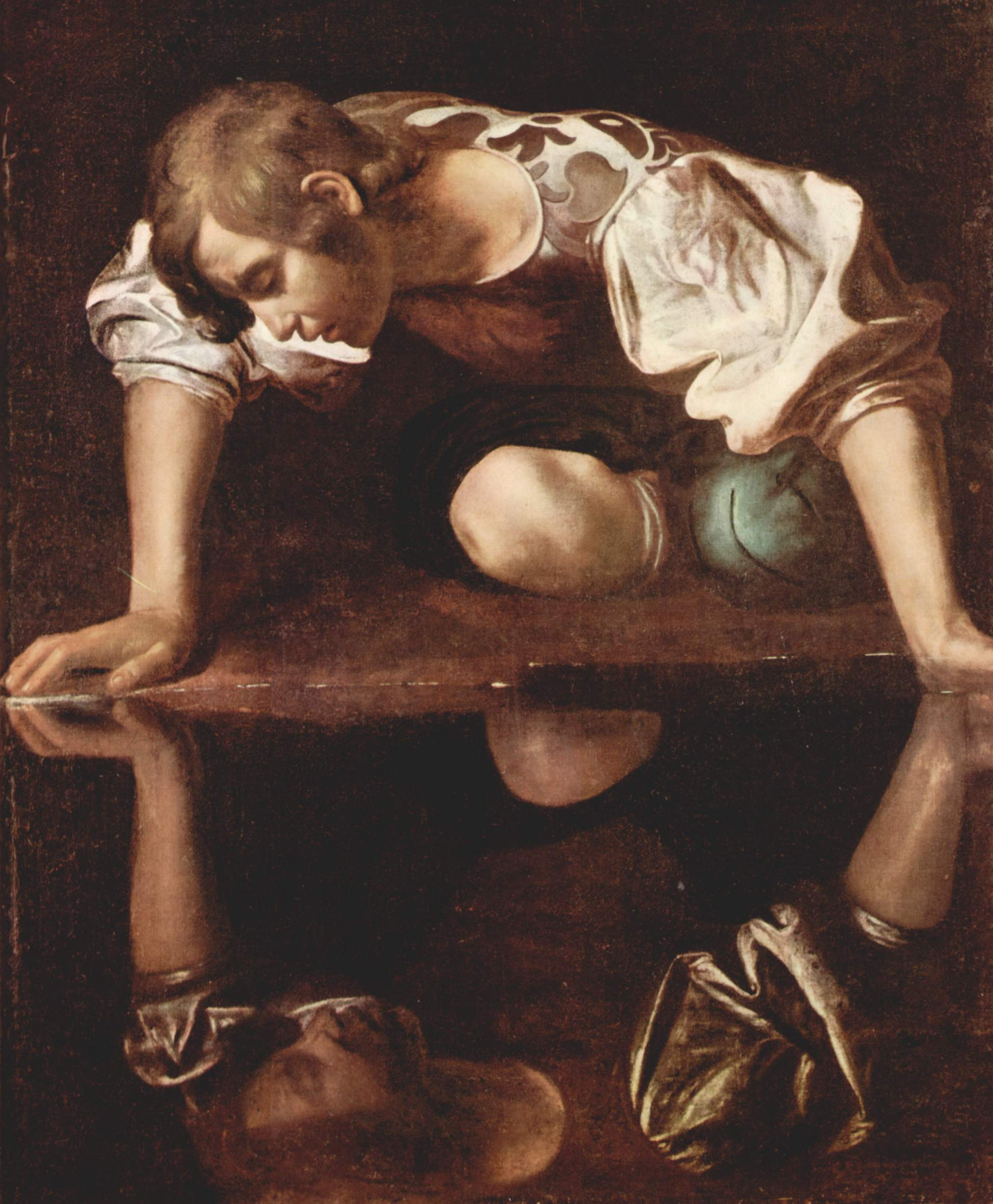
نركسوس ينظر إلى انعكاس صورته في البحيرة.

نرجس أو نركسوس أو نرسيس (باليونانية: νάρκισσος)  في الأساطير الإغريقية نركسوس كان صياداً من ثيسبيا، بيوتيا أُشتهر لجماله، كان ابن الإله كيفيسيا والحورية ليريوبي، كان مغروراً وفخوراً بنفسه لدرجة تجاهله وإعراضه عن كل من يحبه؛ لاحظت الإلهة نمسيس تصرفه ذاك وأخذته إلى بحيرة حيث رأى انعكاس صورته فيها ووقع في حبها دون أن يدرك بأنها مجرد صورة، أعجب بصورته لدرجة عجز فيها عن تركها ولم يعد يرغب بالعيش وبقي يحدق بصورته إلى أن مات.
اشتهرت قصة نركسوس عندما أتخذها سيجموند فرويد أشهر علماء النفس في العصور الحديثة موضوع لإحدى نظرياته النفسية، أو ما يعرف بالتحليل النفسي. وخرج من هذه الأسطورة العقدة النرجسية. وتمثل أسطورة نركسوس نمطاً من أنماط البشر الذي عاش وما يزال يعيش حتى الآن، وهو الشخص الذي يعجب بنفسه ويعتز بها لدرجة تنسيه إعجاب الآخرين به، وتنسيه أيضاً حبه وإعجابه بالأخرين، والذي يؤدي في النهاية إلي انسلاخ الشخص رجلاً كان أو امرأة عن المجتمع الذي يعيش فيه ويكون نهايته حينئذ الموت أو الفناء.

## الأسطورة الأولى
زهرة النرجس واحدة من الزهور المنتشرة في بلاد الاغريق منذ أقدم العصور. شدت انتباه الرجل الإغريقي بمنظرها الجميل وطابعها الحزين. نسج حولها قصة ظلت تتناقلها الأجيال جيلًا بعد جيلًا.
نركسوس وهو الاسم الإغريقي لنرجس، هو ابن إله النهر كفيسوس. احتضن نهر كفيسوس بشراينه المائية المتعرجة حورية إحدى المروج الخضراء تدعي ليريوبي. قذف بمياهها المتدفقة في جوفها الخصب فخرج إلي عالم الحياء مولود أسماه والداه نركسوس. وهبت الآلهة نركسوس منذ طفولته حسنا رائعًا وجمالًا لا يقاوم.
نشأ نركسوس الجميل في أحضان المياه الجارية والمروج الخضراء. لم يره إنسان أو إله دون أن يعجب بجماله. تخطى نركسوس مرحله الصبا. أصبح في ريعان الشباب. كان يزداد جمالًا وبهاءً كلما تقدم في العمر. أحبه رفاقه وأصدقاؤه وأعجب به الذكور والإناث. كان نركسوس مدركا لجماله وإطلالته الجذابة.
كان يعرف أنه جدير بإعجاب الجميع وحبهم. لكنه كان لا يتحاب مع أحد من المعجبين به. كان يصدهم جميعا- ذكورًا وإناثًا- لم يكن يعرف الحب. لم يكن يقيم للعواطف وزنًا. لكنه مع ذلك ظل محط أنظار الجميع ومركز إشعاع للسحر والفتنة.

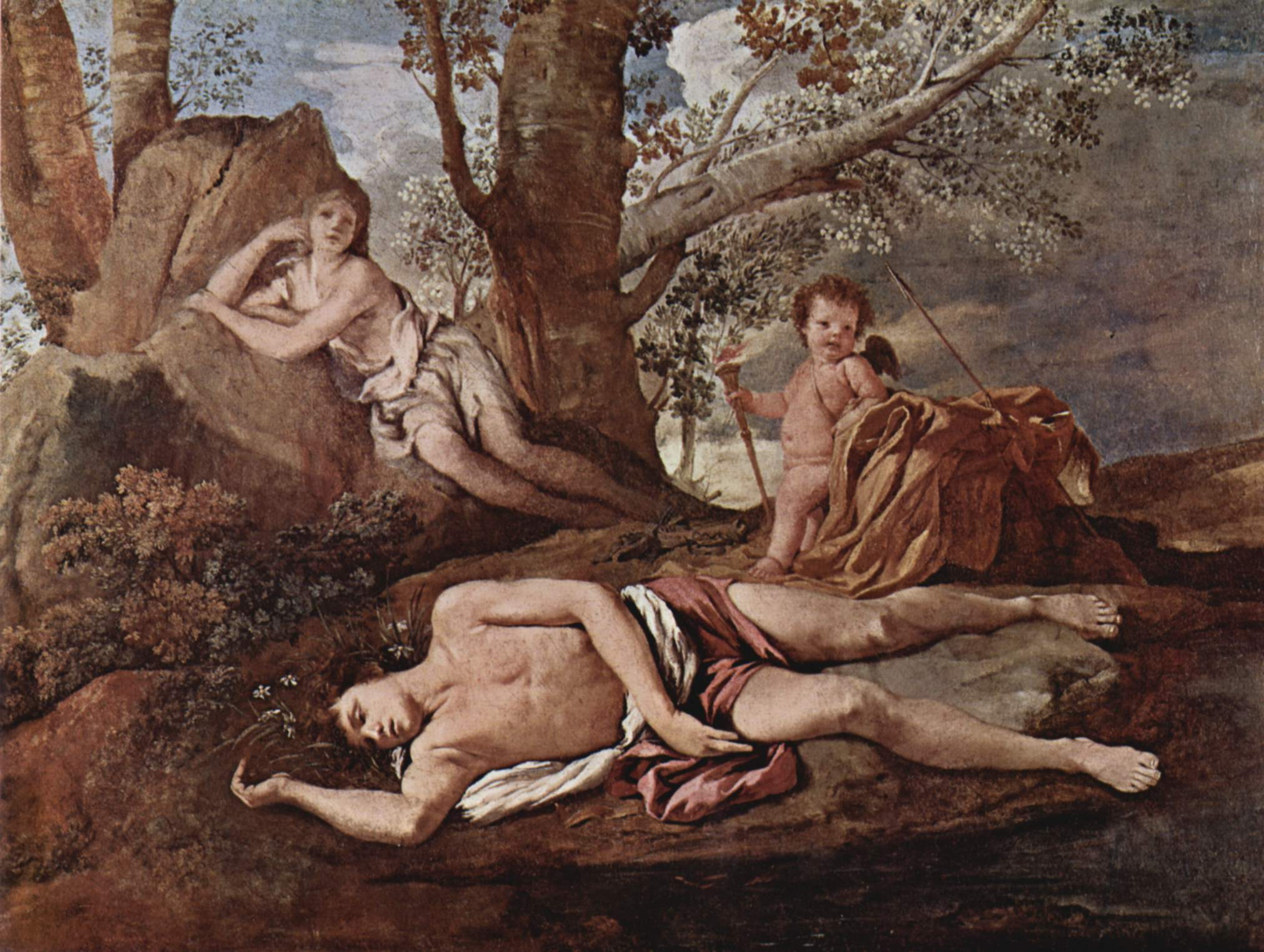
إيكو ونركسوس.

من بين من أحبوا نركسوس وأعجب بجماله حورية تدعي إيكو (إيخو). وإيخو كلمه يونانية معناها الصدى -إيكو فتاة رائعة الجمال فائقة الحسن. متحدثة لبقه. تعرف كيف تدير دفة الحديث. تقدر على التأثير بحديثها على من يستمع إليها. طليقة اللسان وبارعة في القول. عاشت إيكو وسط المروج الخضراء. و علي ضفاف البحيرات والاغادير. كانت مولعة بالتحدث مع المار والغادي.
في ذات يوم جلست إيكو -كعادتها- فوق ربوة فيحاء تتأمل في الرائح والغادي. رأت من بعيد كبير الآلهة زيوس في صحبة حورية حسناء.ثم أتت هيرا الزوجة الشرعية لزيوس -تسعي لاهثة وقد بدت على ملامحها علامات السخط والغضب استوقفتها إيكو. سألتها عن سبب سخطها وغضبها. علمت أنها تبحث عن زوجها زيوس. فقد نما إلي علمها أنه جاء إلي تلك المنطقة لمقابة إحدى الحوريات. سألتها هيرا عن زيوس. إدعت أنها لم تره في تلك المنطقة قط. ظلت تتحدث مع هيرا بصوت مسموع. أخذت تقص عليها قصص مسلية. وكلما همت هيرا بمغادرة المكان لتبحث عن زيوس استوقفتها إيكو، وبدأت تروي لها قصة جديدة. كانت إيكو حلوة الحديث، بارعة في القول. قادرة على شد انتباه من يستمع إليها. ذهب عن هيرا غضبها وسخطها. هدأت نفسها. نسيت ما جاءت من أجله. ظلت هيرا تستمع في شوق إلي أحاديث إيكو.
غابت الشمس وأقبل الليل وامتلأت السماء بالنجوم. ومازالت هيرا تنصت إلي أحاديث إيكو. فجأة لمحت هيرا زوجها زيوس وهو ينطلق من خلفها هاربًا نحو مملكة الألومبوس.انطلقت هيرا تطارده وقد عاد لهيب الغضب يلهب مشاعرها ونار الغيرة تأكل قلبها. إن هيرا قاسية لا ترحم. عاقبت إيكو عقابا شديدا. حرمتها حلاوة الحديث والقدرة على الكلام. لم تعد إيكو قادرة على المبادرة في الحديث. لكنها تستطيع فقط أن تردد بعض المقاطع الأخيرة من العبارات التي ينطق بها المتحدث. وها نحن حتى الآن نلاحظ أن الصدى هو ترديد بعض المقاطع الأخيرة من عبارات المتحدث.
ظلت إيكو تعيش وسط المروج الخضراء. وعلى ضفاف البحيرات والاغادير. ألفت حياة الصمت واعتادت على عدم المبادرة بالكلام. لكنها كانت تزداد جمالًا وحسنًا بمرور الأيام. كانت تجلس كعادتها فوق ربوة فيحاء. تتأمل في المارين والغادين. وتردد بعض المقاطع الأخيرة من العبارات التي ينطق بها المتحدثون. لكنها لم تكن نعجب بأحد سوى الشاب الوسيم نركسوس. كانت ترقبه في غدواته وروحاته. تتبعه بنظراتها وهو يلهو ويمرح بين رفاقه وأصدقائه. لم تكن تجرؤ على الاقتراب منه. كانت تعرف أنه شديد الزهو بجماله ووسامته. كانت تعرف أنه لم يجرب نار الحب أو لوعة الهوى كانت تعلم أنه لا يستجيب لعبارات الغزل. لا يستمع لأحاديث الحب. كيف إذن تظهر أمامه وتطلب وده وتطالاحه الغرام. وهي غير قادرة على الكلام!!! كيف تعبر عن حبها وغرامها له. وهي معقودة اللسان!!! كتمت إيكو سر غرامها واكتفت بمراقبة نركسوس في غدواته وروحانه. لم تكن تستطيع ان تفعل أكثر من ذلك.
في ذات يوم خرج نركسوس بصحبة رفاقه وأصدقائه. خرجوا للصيد كعادتهم. أخذوا بتجولون وسط المروج الخضراء، بحثًا عن فريسة ضالة يرشقون سهامهم القاتلة في صدرها. ظهرت أمامهم فجأة عدة فرائس. انطلق الرفاق خلفها وتفرقت الفرائس. اتجهت كل فريسة في طريق. تفرق الرفاق على الفور. انطلق كل فريق وراء فريسة وقد اشتدت المطاردة وطالت فترتها. أخذ نركسوس يطارد فريسته في سرعة هائلة. وظل يطلق سهامه القاتلة نحوها. وقد أصابها في مكان قاتل وأصبحت ملك يديه وغمره السرور وأحس بحلاوة النصر. وقف ينتظر رفاقه ليشهدوا ببراعته في الصيد. لم يحضر أحد. ظل يبحث عنهم على ضفاف البحيرات والاغادير. ظل يتجول وسط المروج الخضراء. اكتشف نركسوس أنه ضل الطريق. وأصبح وحيدًا بلا رفيق. لم يكن يعلم أن هناك عينًا تتابعه بنظراتها. لم يكن يشعر أن هناك قلبًا يلهث خلفه. لم يكن يعرف أن هناك روحا ترفرف من حوله أينما حل وحيثما سار، لم يكن يحس بوجود إيكو ومتابعتها له طوال فتره الصيد.
طال تجوال نركسوس وتعبت قدماه. جلس يستريح على حافه غدير. جلست إيكو فوق ربوة عالية. تشاهد -في إعجاب- حسنه وبهاءه. تنعم -في صمت بجماله ووسامته. شفتاها ترتعشان من شدة الرغبة. قلبها ينتفض في صدرها. صدرها يعلو ويهبط -كصدر صياد يلهث خلف صيد ثمين. ساورتها نفسها أن تهبط إليه. وترتمي بين أحضانه. لكن شجاعتها خانتها. تذرعت بالصبر. اكتفت بإشباع عينيها. ظلت تلتهمه بنظراتها الجائعة وهو جالس على حافة الغدير.
طال انتظار نركسوس. لم يحضر أحد من رفاقه. هم واقفًا على قدميه. أخذ ينادي بأعلى صوته، عسي أن يدركه واحد منهم. نفذ صبر إيكو لم تحتمل أكثر من ذلك، أخذتت تردد المقاطع الأخيرة من ندائاته التي لاتصل إلي آذان رفاقه.
-نركسوس؟
-أين أنت؟
-أين أنت؟
-أنا هنا بجوار الغدير.
-بجوار الغدير.
-هل تسمعني؟
-تسمعني.
-أحضر إلي فورا.
-إلي فورا.
-أنا أحتاج إليك.
-أحتاج إليك.
هكذا ظلت إيكو تردد نيدائات نركسوس. ظن نركسوس أن واحدًا من رفاقه يرد عليه. بدت على ملامحه إمارات الفرح والسرور. انفرجت أساريره. إزدادت ملامح وجهه الجميل جمالًا. لم تستطع إيكو أن تظل في مكانها بعيدة عنه. بدأت في الهبوط نحو الغدير. اتجهت نحو نركسوس وهي فاتحه ذراعيها. انطلقت مسرعة والابتسامة على شفتيها والرغبة ملء عينيها... وهي لم تزل تردد المقاطع الأخيرة من نيدائاته التي لاتصل إلي آذان رفاقه.
-تعال.
-إنني أريد أن أراك؟
-أريد أن أراك.
-أنا تائه أتوسل إليك.
اقتربت إيكو من نركسوس، وهي فاتحة ذراعيها. تريد أن تقبله. تريد أن تحتويه بين أحضانها. قطب نركسوس جبينه ونظر إليها في كبرياء وزهو وهو يقول
-أريدك.
-لاأرغب في تقبيلك.
-أرغب في تقبيلك.
-أموت قبل ان أشتاق إلي أحضانك.
هكذا ظلت إيكو تردد المقاطع الأخيرة من كلمات نركسوس الغاضب وهي تندفع في سرعه هائلة نحوه لكنه ابتعد فجأه عن طريقيها في قسوة وغرور. عندئذ. هوت العاشقة البائسة على الأرض. ارتطم جسمها اللدن بالصخرة التي كان يجلس عليها نركسوس. لمس جبينها الناصع قدمي معشوقها القاسي. أحست إيكو بطعنة نافذة في قلبها المفعم بالحب. نهضت العاشقه المجروحة تجمع أشلاء كرامتها المتناثرة. انطلقت تعدو بلا هدف بعيدا عنه.
عاد نركسوس إلي رفاقه وظل يغمره الفرح والسرور ويشعر بحلاوة النصر. لكن جرح إيكو لم يندمل وظلت تجلس -كعادتها- فوق الربوة الفيحاء تراقب نركسوس في غدواته وروحاته. لكنها لم تتوقف لحظة واحدة عن التفكير في كرامتها المحطمة في قلبها المجروح. في المهانة التي لحقت بها كأنثى. في العار الذي قضي عليها. لم تتوقف لحظة واحدة عن الحزن والبكاء. لم يفارقها لحظة عاد نركسوس إلي رفاقه وظل يلهو ويمرح كعادته. يصيب الفرائس في أماكن قاتلة. ظل يجهز على فريسته بعد أخرى. واحدة عن الحزن والبكاء. لم يفارقها لحظة واحدة الإحساس بالندم. أصبحت مثار غضب الآلهة والربات، أصبحت مثار سخرية جميع أفراد البشر. لم تعد زميلاتها الحوريات يحضرن لزيارتها أو يرتضين مصاحبتها في نزهاتهن. ذوي عودها النضر. ذبل جمالها الأخاذ. فتي جسدها اللدن. ذاب هيكلها في الهواء. تناثرت رفاته بين موجات الأثير. أختفت إيكو بجسدها عن الوجود. لم يبق منها سوي الصوت: الصوت الذي يسمعه المتحدث مرددًا المقاطع الأخير لحديثه.
ازداد زهو نركسوس مع الأيام. وازداد اعتداده بنفسه. لكن أفروديت لم تكن تتخلي أبدا عن العاشقين المنبوذين. لم تكن ترضي أبدًا عن المتمردين على الحب. نادت إيكو أفروديت على الفور النداء وعدتها بالانتقام من نركسوس وإن انتقام الآلهة لشديد. وذات مرة، كان نركسوس يمارس هوايته المفضلة. أخذ يطارد فريسة ضالة، ويقذفه بسهامه القاتلة. قضي فترة طويلة يعدو تحت أشعة الشمس الحارقة وتعبت قدماه. اشتد به الظمأ. فجأة، وقع بصره على منطقة ظليلة يتوسطها غدير. اتجه في لهفه نحو الماء. كانت الأشجار الباسقة من حوله تغمر المنطقة بالظلال. اقترب من الغدير. أحس بالهواء الرطب يمسح وجهه. ويجفف عرقه. ويبعث في جسده رعشة لذيذة. انبطح نركسوس على الأرض الرطبة.مال بوجهه الجميل نحو صفحه الماء. شرب نركسوس وارتوى. أحس بلذة غير عادية. شعر براحة لم يشعر بمثلها من قبل وهو منبطح على حافة الغدير. كانت مياه الغدير صافية وصفحتها الساكنة -مثل مرآة لامعة. هم برفع وجههه من فوق سطح الماء. فجأة رأى تحت الماء وجها بشريا رائع الجمال. توقف نركسوس عن الحركة.
تحجرت مقلتاه وظل يحملق في العينين الجيملتين تحت الماء. لاحظ أنهما أيضا تحملقان في عينينه.. ارتسمت على شفتيه ابتسامة عذبة رقيقة. ارتسمت على شفتي الوجه الجميل تحت الماء أيضا ابتسامه لاتقل عذوبة ورقة. أحس نركسوس بوخزة بسيطة في صدره ولكنها لم تؤلمه. أحس برعشة خفيفة تسري في جسده.لم يحاول أن يعرف سببها. غادر المكان عائدا إلي بيته وهو يحس بشيء لا يعرف كهنه.
لم يذق نركسوس طعم النوم في تلك الليلة. لم يعرف النعاس طريقه إلي مقلتيه. قضي الليل ساهرًا. يفكر في العينين الجميلتين اللتين رآهما تحت الماء. غادر فراشه مبكرا على غير عادته. ذهب إلي الغدير. أطل بوجهه الجميل على صفحة الماء الصافي الساكن. رأى الوجه الجميل تحت الماء يطل عليه. انسحب إلي الوراء قليلا. تراجع الوجه تحت الماء في نفس الاتجاه. لوَح بيده الجميلة. رأي تحت الماء يدًا تلوح له. حورية مائية وقعت في حب نركسوس. حورية ليست ككل الحوريات الاتي قابلهن من قبل. ترك نركسوس الغدير. عاد إلي بيته وهو يحس بشيء لا يعرف كهنه.
أقبل الليل وساد الكون صمت رهيب. ظل نركسوس ساهرًا في مضجعه لا يفارق الوجه الجميل خياله. أحس برغبة شديدة للذهاب إلي الغدير. ذهب إلى هناك وتسلل في هدوء حتى لا يزعج صاحبة الوجه الجميل. كان القمر يلقي بضوئه الفضي على صفحة الماء الصافي الساكن. عندما أصبحت جبهة نركسوس وعيناه فوق صفحة الماء، استولت عليه الدهشة. لاحظ أن صاحبة الوجه الجميل تنظر إليه من تحت الماء. يالها من عاشقة مخلصة. مازالت ساهرة مثله. تنتظر مجيئه في سكون الليل. أدرك نركسوس أنه أحب. استعذب الحب. لوح بيده الجميلة لحسنائه. لوحت حسناؤه بيدها الجميلة من تحت الماء.
ظل نركسوس يتردد على الغدير في الليل وفي النهار. يلوح بيده لمحبوبته من فوق الماء. تلوح له محبوبته من تحت الماء. يحييها وترد التحية. يبثها عبارات الغزل الرقيق. تحرك شفتها فتصل إلي سمعه عبارات غزل مماثلة. يمد يده في الماء محاولا أن يمسك بحسنائه. لكن صفحة الماء تهتز وتختفي حسناؤه على الفور.
ضاقت به الدنيا وتملكه اليأس وسيطر عليه الحزن. إنه يحب حسناءه ويعشقها. لكنها لا تبادله الحب بل تهرب منه. إنه عاشق منبوذ. ولم يغادر نركسوس حافة الغدير. لم يتوقف لحظه واحدة عن النظر إلي صفحة الماء. قضي ليله ونهاره محاولًا أن يمسك بحسنائه. لكنه لم يكن يتمكن من ذلك. ذبل عوده وراح جماله وأصبح كسيرًا وذليلًا. لا تعرف الابتسامة طريقها إلى شفتيه. قضى عليه الحزن. فارق الحياة وهو يقول:
فارق الحياة وهو يسمع صوتا نسائيا عذبا يقول:

لم يكن الوجه الجميل الذي رآه نركسوس تحت الماء سوى صورة وجهه الجميل تنعكس على صفحة الماء الصافي الساكن. لم يكن الحب الذي استعذبه نركسوس سوى عقاب أنزلته عليه أفروديتي لم تكن إيكو قد تخلصت من حبها لنركسوس لكنها كانت تريد أن تنتقم لكرامتها المحطمة.
ألقت إيكو نظرة أخيرة على جسد نركسوس، الراقد على حافة الغدير، وسط المروج الخضراء. ثم انطلقت بعيدا عن المناطق المزروعة العامرة. عاشت ومازالت تعيش حتى الآن صوتا بلا جسد أو هيكل في الأماكن الجبلية المقفرة. عاشت وما زالت تعيش وهي تردد المقاطع الأخيرة من عبارات مسافر أو عابر سبيل. أما نركسوس فقد أشفقت عليه الآلهة وأعادته إلي الحياة. لكنه لم يعد بشرًا كما كان من قبل أصبح زهرة جميلة. مظهرها يعبر عن الحزن. تنمو على ضفاف البحيرات والاغادير. ووسط المروج الخضراء. عاد نركسوس إلى الحياة في صورة زهرة مازالت حتى الآن تسمى زهرة النرجس (نركسوس).
أسطورة نركسوس التي تتناول الزهرة النرجس الجميلة، التي تنمو بالقرب من المجاري المائية، مانحة المناظر الطبيعية من حولها جمالًا وبهاء، والتي يرى فيها الإنسان تعبيرًا عن الحزن. لقد رأى فيها القدماء نهاية كل شيء. كانوا يعتبرونها رمزًا للموت والفناء. وبذلك أصبح نركسوس الفتى الذي عشق صورته في الماء بينما إيكو كانت هي التي تردد وحدها الصوت في الرياح والصحاري والظلام.

### أسطورة إيكو أو صدى الصوت
جاء أصل أسطورة إيكو أو صدي الصوت من أن الأله زيوس كان يلهو مع النساء كثيرًا في جبل أوليمبوس فيما كانت زوجته هيرا امراة شديدة الغيرة حتى أنها كانت تلاحقه في جميع أنحاء الجبل حتى تكشف عن علاقاته مع الحوريات، وفي كل مرة، تكاد تكون على مقربة من ضبط زوجها، إلا أن الحورية إيكو، المعروفة بحلاوة الحديث، كانت تظهر لها حتى تلهيها عن مخططها لكشف زوجها. وحينما اكتشفت هيرا الخدعة عن طريق مخلوقها المفضل الأرجوس ذي المائة عين، انزعجت من إيكو، وقالت لها ما دمتي كنت تخدعيني بكلامك الجميل فمن الآن فصاعدًا لن تكون لك ابدًا الكلمة الأولى بل ستكون كلمتك الأخيرة دومًا. وعاقبت إيكو بأن حكمت عليها أن تردد آخر ثلاث كلمات فقط من أي صوت تسمعه. وهكذا ظلت إيكو تعيش وحيدة تردد ما تسمعه مع الرياح. ومن ذلك الحين، جاءت تسمية الصدى.

## الأسطورة الثانية
قام الشاب أمينينس الذي أصبح شديد الاضطراب عندما عامله نرجس بتكبر بدعوة الآلهة لكي تثأر له فاستجيب لصلواته حيث قامت الإله نيمسيس بجذب نرجس إلي البحيرة فعندما نظر فيها أعجب بنفسه وجماله ولم يستطع مفارقته حتي مات وظهر مكان موته زهرة نرجس.

## تحليل الأسطورة

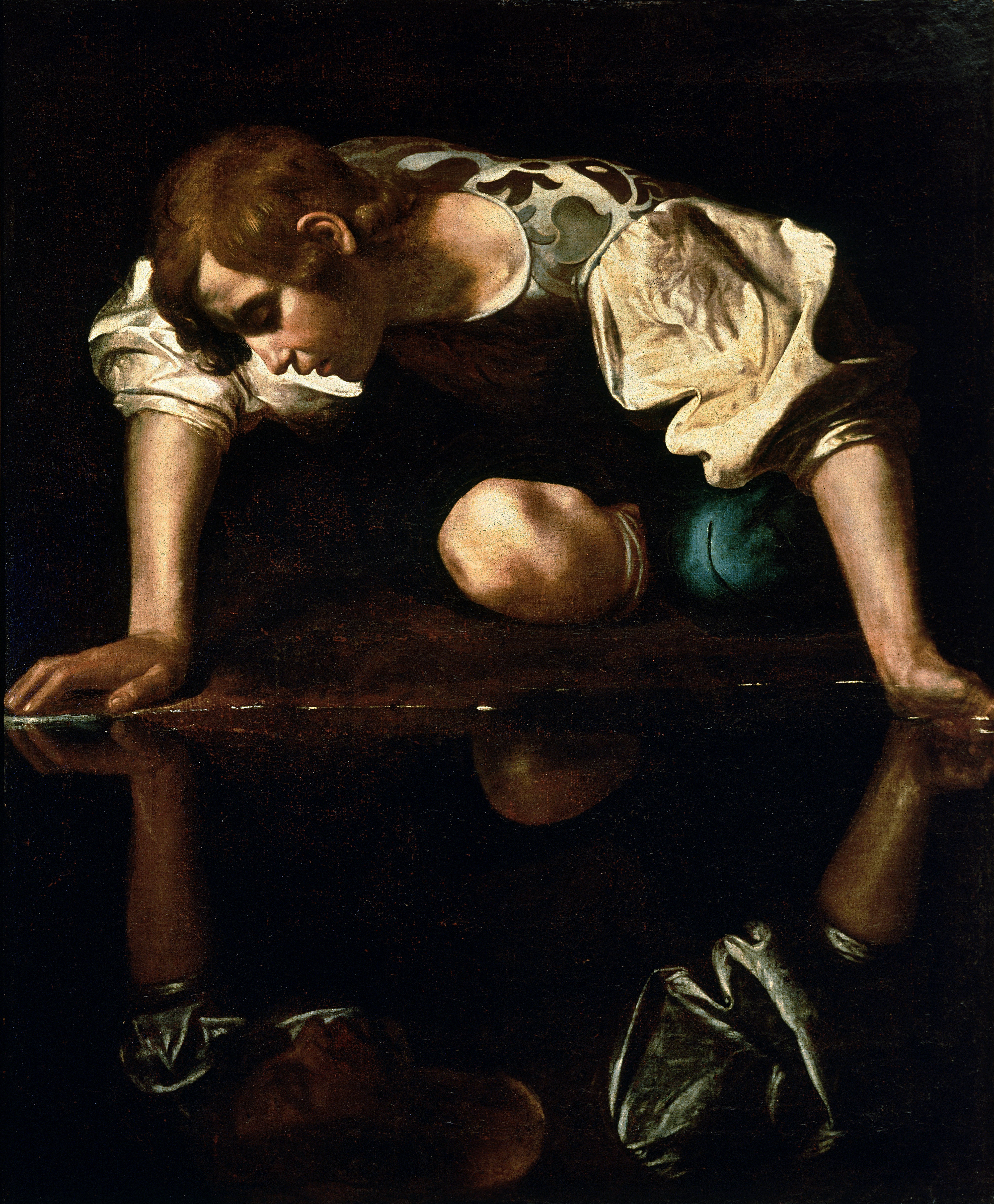
تُجسّد لوحة “ناركيسوس” لكارافاجيو لحظة محورية في أسطورة ناركيسوس، حيث يُصوَّر الفتى وهو منجذب إلى انعكاس صورته على سطح الماء، غارقًا في حُبّ نفسه. هذه الصورة ترتبط مباشرة بقسم تحليل الأسطورة في مقالة ناركيسوس، إذ تُمثّل تجسيدًا بصريًا لموضوع الهُويّة، والغرور، وفقدان الذات، وهي مفاهيم تُمثّل جوهر الأسطورة كما تناولها التحليل النفسي والأدبي عبر العصور.

### النظرية الدينية
-ومؤسسها العالم الألماني كروزر ، حيث أنه يعتقد أن الأسطورة، نوع من أنواع التعاليم الدينية، نشأت نتيجة وحي ديني أصيل، يتم نقلها
إلى الاجيال القادمة في صورة رمزية بواسطة جماعة من الدين.
-والنظرية الدينية لنركسوس: وهي عقاب إكو عندما كانت جالسة فوق ربوة فيحاء تتأمل الرائح والغادي عندما رأت هيرا تبحث عن زوجها
زيوس الذي كان برفقه فتاة أخرى فقامت بإيقافها وظلت تتحدث إليها بكلامها المعسول حتي لا تعرف مكان زيوس.
-وأيضا عقاب الآلهة لنركسوس لأنه كان مغرورًا ولا يري إلا نفسه وكان معجب بنفسه وجماله.

#### النظرية السيكولوجية
-ومكتشفها هو سيجموند فرويد وأشار إلي وجود أوجه شبه متعددة بين أساطير معروفة ورموز تظهر في الأحلام لتمثل دوافع غريزية قوية. لذا، أطلق على هذه الدوافع أسماء شخصيات أسطورية إغريقية. وانتقل فرويد إلي دافع هام وهو الغرور أو الافتنان بالنفس وهو أن الغرور يتملك المرء فيعجب بجماله ورشاقته ويعشق طلعته البهية فيكون مصيره الموت مثل نركسوس، ولقد سمي ذلك الدافع عقدة النرجسية (نسبة إلي نرجس- نركسوس).

##### النظرية الرمزية
-وهي أن قصة موت نركسوس هي رمزًا للفناء، فزهرة النرجس تنمو في الصباح ثم سرعان ما تذبل. إنها رمز لزهو للإنسان الذي سرعان ما يختفي
ويذبل مع الأيام.

###### النظرية السببية
-وهي أن إكو عندما كانت جالسة فوق ربوة فيحاء تتأمل الرائح والغادي عندما رأت هيرا تبحث عن زوجها زيوس الذي كان برفقة فتاة أخرى فقامت
بإيقافها وظلت تتحدث إليها بكلامها المعسول حتي لا تعرف مكان زيوس لأن إكو كانت تعرف مكانها.

## معرض صور

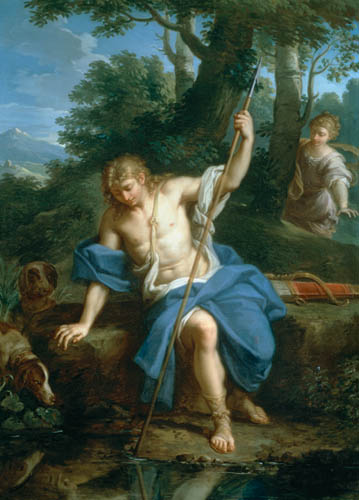
نركسوس مع إيخو.
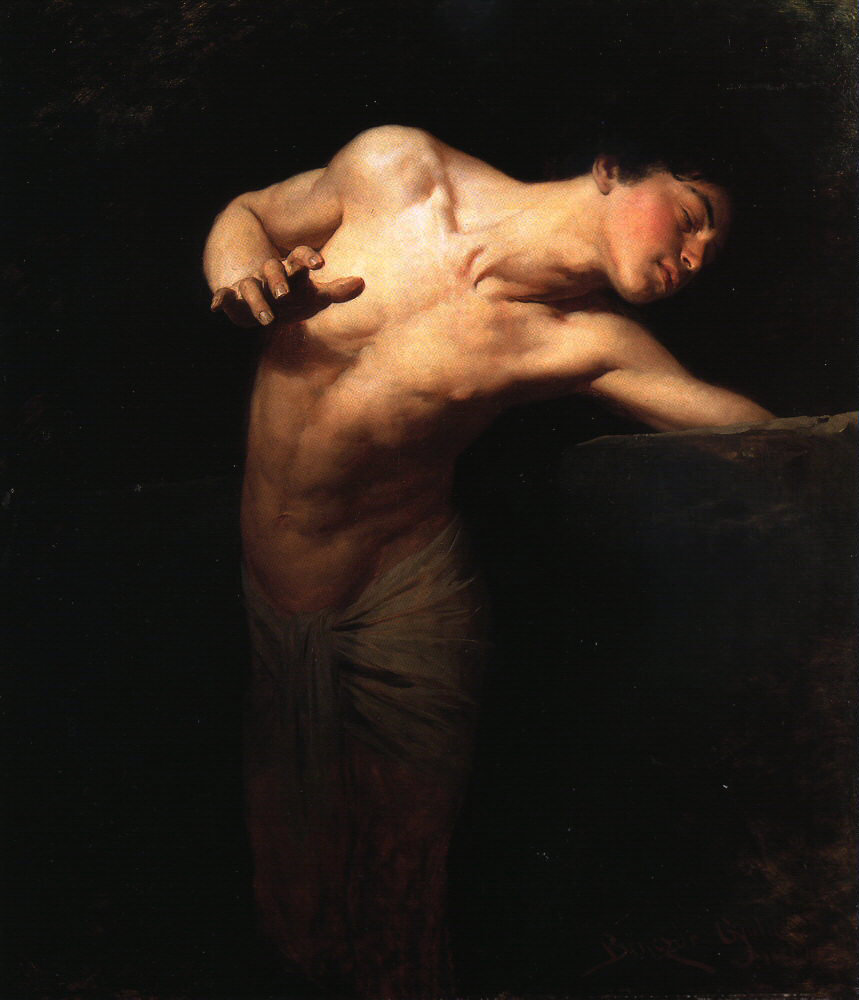
نركسوس.
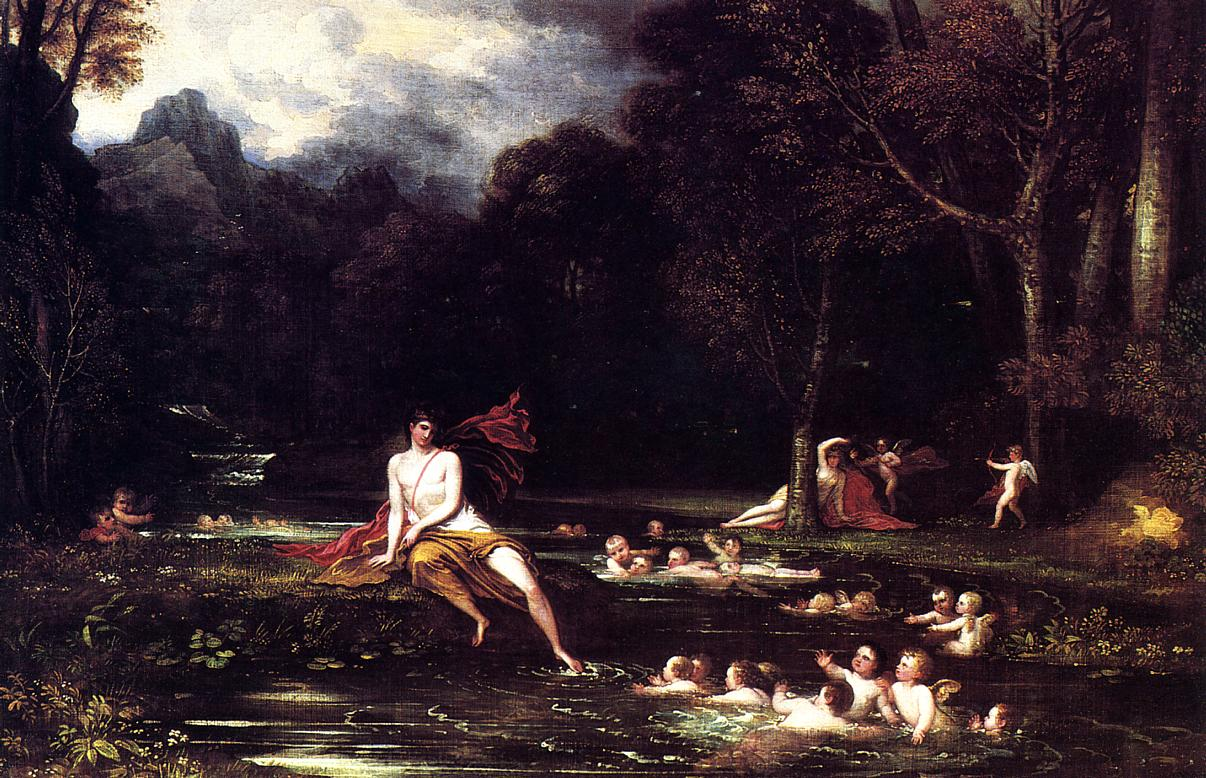
نركسوس مع إيخو.

## وصلات خارجية
- أسطورة إيخو ونركسوس.